# Ondřej Liška
Ondřej Liška (ur. 14 lipca 1977 w Brnie) – czeski polityk, parlamentarzysta, w latach 2007–2009 minister edukacji, od 2009 do 2014 przewodniczący Partii Zielonych.

## Życiorys
Studiował nauki polityczne na Uniwersytecie Masaryka w Brnie. W 2000 zajął się prowadzeniem własnej działalności gospodarczej. Pełnił różne funkcje w organizacjach społecznych, był m.in. przewodniczącym forum dialogu czesko-austriackiego. W 2002 wstąpił do Partii Zielonych, rok później objął funkcję jej wiceprzewodniczącego. Również w 2002 uzyskał mandat radnego miejskiego Brna. W 2004 został doradcą frakcji parlamentarnej Zieloni – Wolny Sojusz Europejski ds. rozwoju regionalnego i europejskich funduszy strukturalnych.
W 2006 wszedł w skład Izby Poselskiej, mandat zdobył w kraju południowomorawskim. Od grudnia 2007 do maja 2009 sprawował urząd ministra oświaty, młodzieży i wychowania fizycznego w drugim rządzie Mirka Topolánka. W 2008 został pierwszym wiceprzewodniczącym Partii Zielonych, a w 2009 objął funkcję jej przewodniczącego. Rok później jego ugrupowanie znalazło się poza parlamentem. Pozostał na jego czele do 2014.